# RS-525
Pour les articles homonymes, voir Route 525.
La RS 525 est une route locale du Centre-Ouest de l'État du Rio Grande do Sul qui relie la municipalité de Tunas au district de Vila Progresso de celle d'Arroio do Tigre, à l'embranchement avec la BR-481. Elle dessert ces deux seules communes, et est longue de 35,500 km.